# Holzhausen (Austria)
Holzhausen è un comune austriaco di 918 abitanti nel distretto di Wels-Land, in Alta Austria.